# Orizabus subaziro
Orizabus subaziro är en skalbaggsart som beskrevs av Brett C.Ratcliffe 1994. Orizabus subaziro ingår i släktet Orizabus och familjen Dynastidae. Inga underarter finns listade i Catalogue of Life.
Artens namn Orizabus subaziro är en palindrom.